# Serbischer Dinar

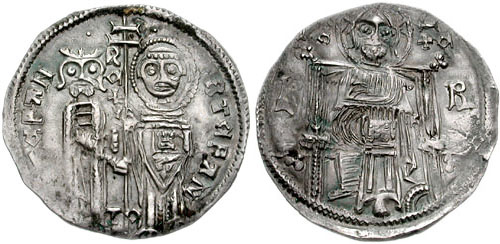
Serbischer Dinar aus dem 14. Jahrhundert mit König Stefan Uroš III.

Der serbische Dinar (serbisch-kyrillisch динар) ist die Währung Serbiens. Ein Dinar ist in 100 Para unterteilt, wobei es keine gültigen Para-Münzen mehr gibt.

## Geschichte
Ein serbischer Dinar wurde erstmals von König Stefan Nemanjić um 1214 eingeführt. Danach prägten die serbischen Könige und Fürsten den Dinar bis zum Ende des mittelalterlichen Serbiens 1459. Neben dem Dinar gab es auch eine Untermünze, den Perper. Der Perper war in der Regel eine Kupfermünze, der Dinar aus Silber. Eine eigene Münze war im Mittelalter ein wichtiges Symbol staatlicher Unabhängigkeit. Mit der osmanischen Eroberung wurden dann bis Mitte des 19. Jahrhunderts verschiedene Währungen verwendet. Die Osmanen betrieben in Serbien mehrere Münzstätten, z. B. in Novo Brdo im Kosovo, in Kučajna und in Belgrad.
Das heutige Hundertstel eines serbischen Dinars ist die Para (vom arabischen bara für Silber), benannt nach der letzten verbreiteten osmanischen Silbermünze.
Im 19. Jahrhundert waren im Fürstentum Serbien etwa 43 verschiedene Währungen im Umlauf (darunter 10 Gold-, 28 Silber- und 5 Kupferwährungen).
Angesichts dieser Vielzahl von Währungen ordnete Fürst Mihailo Obrenović die Prägung einer nationalen serbischen Währung an.
Die neuen Kupfermünzen hießen Para und wurden im Wert von 1, 5 und 10 Para ausgegeben.
Die Vorderseite zeigte das Porträt des Fürsten und die Jahreszahl 1868.
1875 wurde schließlich der silberne Dinar (wieder) eingeführt. Der silberne Dinar hatte einen Wert von 100 Para. Im Jahr 1875 wurden Silbermünzen zu 50 Para, 1 Dinar und 2 Dinar geprägt.
Die ersten Goldmünzen wurden 1879 im Wert von 20 Dinaren ausgegeben.

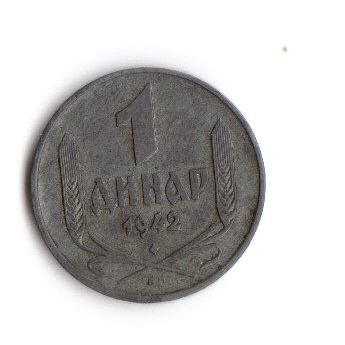
1-Dinar-Münze des serbischen Marionettenstaates (1942).

Mit der Krönung des Fürsten Milan Obrenović IV. zum König von Serbien wurde 1882 die Prägung von Goldmünzen neu geregelt und der Milandor (französisch für „goldener Milan“) im Wert von 10 Dinaren bzw. 2 Milandor im Wert von 20 Dinaren eingeführt.
Später wurde der Milandor wieder aufgegeben und die nationale Währung ausschließlich auf Dinar und Para festgelegt. Diese blieben auch die nationalen Währungen Jugoslawiens.
Bis 1999 wurde in den beiden Teilrepubliken der Bundesrepublik Jugoslawien - Serbien und Montenegro - der jugoslawische Dinar verwendet. Dieser wurde in Montenegro 1999 durch die D-Mark und 2002 durch den Euro ersetzt. Im Kosovo wurde wie in Montenegro von 1999 bis Ende 2001 die D-Mark und seit 2002 der Euro verwendet. 

## Münzen

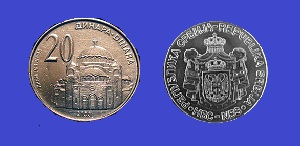
20 Serbische Dinar, 2003

Die Münzen gibt es im Wert von 1, 2, 5, 10 und 20 Dinar, jeweils in verschiedenen Metallen und mit unterschiedlichen Wappen sowie Staatsbezeichnungen (Republika Srbija, SR Jugoslavija). Seit dem 1. Januar 2008 ist die 50-Para-Münze kein gesetzliches Zahlungsmittel mehr. Damit ist die Unterteilung in Paras praktisch bedeutungslos geworden.
Seit dem 1. Januar 2010 sind auch die 1-, 2- und 5-Dinar-Münzen mit der Aufschrift „Jugoslawien“ nicht mehr gültig. Diese konnten jedoch noch bis Ende 2012 in den Filialen der Serbischen Nationalbank umgetauscht werden.

## Banknoten
Die ersten Banknotenausgaben (je nach Wertstufe 2000, 2001, 2002) tragen noch die Landesbezeichnung "Jugoslawien", ab 2003 ist die Nationalbank Serbiens Ausgeber. Banknoten mit der alten Bezeichnung „Narodna Banka Jugoslavije“ sind seit dem 1. Januar 2007 ungültig.
Auf der Rückseite finden sich im Wasserzeichenfeld mehrere Siegelvarianten. Die „jugoslawischen“ Banknoten zeigen einen einfachen Doppeladler, die späteren Ausgaben ein stilisiertes „Doppel-Б“. Das aktuelle Siegel (Doppeladler vor gekröntem Hermelinmantel) wurde zwischen 2005 und 2010 eingeführt und ab 2011 überarbeitet.
| Vorderseite | Hinterseite | Wert        | Porträt                     | Jahr             | Jahr             |
| ----------- | ----------- | ----------- | --------------------------- | ---------------- | ---------------- |
|             |             | 10 dinara   | Vuk Stefanović Karadžić     | 2000             | 2006, 2011, 2013 |
|             |             | 20 dinara   | Petar II. Petrović-Njegoš   | 2000             | 2006, 2011, 2013 |
|             |             | 50 dinara   | Stevan Stojanović Mokranjac | 2000             | 2005, 2011, 2014 |
|             |             | 100 dinara  | Nikola Tesla                | 2000, 2003, 2004 | 2006, 2012, 2013 |
|             |             | 200 dinara  | Nadežda Petrović            | 2001, 2005       | 2011, 2013       |
|             |             | 500 dinara  | Jovan Cvijić                | 2004, 2007       | 2011, 2012       |
|             |             | 1000 dinara | Georg Weifert               | 2001, 2003 1     | 2006, 2011       |
|             |             | 2000 dinara | Milutin Milanković          | 2011             | 2011, 2012       |
|             |             | 5000 dinara | Slobodan Jovanović          | 2002, 2003       | 2010             |